# Waldorfsalade
Een waldorfsalade is een salade van selderij, walnoten, appel, afgeslapte mayonaise en wat citroensap. De naam is ontleend aan het Waldorf-Astoria Hotel in New York, waar deze salade in 1893 voor het eerst geserveerd werd.
Over de authenticiteit van de walnoten is verwarring: men denkt vaak dat de walnoten tot de originele receptuur behoren, maar feit is dat de beroemde Franse chef Auguste Escoffier het recept opnam in zijn "Kookboek der Klassieke Keuken" en de gebruneerde walnoten toevoegde.
De moderne varianten lijken meer op maaltijdsalades, door de toevoeging van bijvoorbeeld mandarijn, rozijnen, zalm, kipfilet of kalkoenfilet. Ook worden regelmatig kersen en druiven aangetroffen in de nieuwere versies van deze bekende salade.

## Trivia
De aflevering Waldorf salad van de komische Britse televisie-sitcom Fawlty Towers van John Cleese is gebaseerd op misverstanden tussen een kortaangebonden Amerikaanse toerist en de stuntelige hoteleigenaar Basil Fawlty, die probeert te verbergen dat hij geen idee heeft hoe hij een Waldorfsalade moet klaarmaken. Terwijl de ruzie escaleert, blijkt Basils vrouw Sybil (gespeeld door Prunella Scales) een perfecte Waldorfsalade te hebben gemaakt zonder dat Basil daar iets van gemerkt heeft.